# 긴가락박쥐
긴가락박쥐(Miniopterus schreibersi)는 긴가락박쥐과에 속하는 박쥐의 일종이다. 아시아와 오스트레일리아, 남아프리카, 에티오피아 지역에서 서식한다.

## 아종
16종의 아종이 알려져 있다.
- M. s. bassanii (Cardinal & Christidis, 2000) - 오스트레일리아 빅토리아주 중부와 서부, 사우스오트레일리아 남부-동부.
- M. s. blepotis (Temminck, 1840) - 태국 남부, 말레이 반도, 수마트라섬, 자와섬, 발리섬, 보르네오섬, 술라웨시섬 중부와 남부, 스람섬, 암본, 티모르, 와이기오, 반탄타, 뉴기니섬, 우드라크, 타굴라, 로셀.
- M. s. chinensis (Thomas, 1908) - 중국의 허베이 성과 헤이난 성, 저장 성, 안후이 성, 한반도
- M. s. dasythrix (Temminck, 1840) - 말라위 남부, 짐바브웨, 남아프리카공화국 케이프타운 동부
- M. s. eschscholtzii (Waterhouse, 1845) - 필리핀 제도의 아포섬, 반타얀섬, 반탄섬, 보홀섬, 카탄두아네스주, 달루피리섬, 기마라스주, 레이테섬, 루방섬, 루손섬, 막탄섬, 마린두케주, 민다나오섬, 민도로섬, 네그로스섬, 팔라완섬, 파나이섬, 폴릴로, 테블라스섬.
- M. s. fuliginosus (Hodgson, 1835) - 이란 중부와 남부, 아프가니스탄, 파키스탄, 투르크메니스탄, 우즈베키스탄, 키르기스탄, 타지키스탄, 카자흐스탄 남부, 네팔, 인도, 스리랑카, 부탄, 방글라데시, 버마, 태국 북부와 중부, 베트남, 라오스, 캄보디아, 중국 하이난성과 윈난성, 쓰촨성.
- M. s. haradai (Maeda, 1982) - 태국 남부.
- M. s. japoniae (Thomas, 1905) - 일본 규슈, 혼슈, 시코쿠, 오츠쿠에섬, 쓰시마섬, 후쿠에섬, 야쿠섬
- M. s. oceanensis (Maeda, 1982) - 오스트레일리아 퀸즐랜드주 동부 해안, 뉴사우스웨일스주, 빅토리아주, 솔로몬 제도, 부건빌섬, 산타이사벨섬, 마키라섬, 렌넬섬.
- M. s. orianae (Thomas, 1922) - 웨스턴오스트레일리아주와 노던 준주 북부.
- M. s. orsinii (Temminck, 1840) - 이탈리아 중부와 남부, 시칠리아, 사르디니아, 코르시카.
- M. s. pallidus (Thomas, 1907) - 캅카스 남부, 이란 북부, 이라크 동부.
- M. s. parvipes (GM Allen, 1923) - 중국 푸젠성과 대만, 광둥성.
- M. s. schreibersii - 포르투갈, 스페인, 발레아레스 제도, 프랑스 중부와 남부, 스위스 서부, 오스트리아 남부, 이탈리아 북부, 슬로베니아, 크로아티아, 보스니아 헤르체고비나, 슬로바키아, 헝가리, 세르비아, 몬테네그로, 마케도니아, 알바니아, 그리스, 크레타섬, 불가리아, 루마니아, 터키, 로도스섬, 키프로스, 레바논, 시리아 서부와 북서부, 이스라엘 북부, 캅카스 북부, 모로코, 알제리, 튀니지 북부, 리비아. 독일과 우크라이나는 멸종 상태.
- M. s. smitianus (Thomas, 1927) - 에티오피아, 케냐, 우간다, 나미비아.
- M. s. villiersi (Aellen, 1956) - 기니 남부, 시에라리온, 라이베리아 북부, 나이지리아 동부, 카메룬 서부, 콩고민주공화국.

## 같이 보기
- 한국의 포유동물